# Distrito Municipal de Dr. Kenneth Kaunda
Dr. Kenneth Kaunda es un distrito municipal de Sudáfrica en la provincia del Noroeste.
El centro administrativo es la ciudad de Klerksdorp.

## Demografía
Según datos oficiales contaba con una población total de 695 933 habitantes.